# Der Bockerer IV – Prager Frühling
Der Bockerer IV – Prager Frühling ist ein österreichischer Spielfilm aus dem Jahr 2003 von Franz Antel. Es handelt sich um den vierten Teil der Bockerer-Reihe. Es war Antels letzter Film.

## Handlung
Im Jahre 1968 hat sich Bockerer nach vielen Anläufen entschlossen, seine langjährige verwitwete Haushälterin Anna zu heiraten. Gustl, den er nach Kriegsende als Sohn aufgenommen hat, wird in der tschechischen Kleinstadt Kostelec einen Fleischhauerladen eröffnen und lädt die Bockerers ein, ihre Hochzeitsreise zu ihm und seiner Elena zu machen. Der „Prager Frühling“, von dem jetzt überall so viel geredet wird, verspricht schöne Flitterwochen und auch Freund Hatzinger wird auf die Reise mitgenommen. Schon bald nach der Ankunft in Kostelec muss Bockerer erkennen, dass der „Kommunismus mit menschlichem Antlitz“ ein Wunschtraum ist. Gustls Schwester, die angehende Reporterin Milena, hat ihre Universitätsfreunde zur Feier der Ladeneröffnung eingeladen; doch noch in dieser Nacht wird das Haus überfallen und das neue Geschäft demoliert. Die österreichische Botschaft in Prag will nur höchst vorsichtig agieren – und die Bockerers geraten plötzlich zwischen Stalinisten und hoffnungsfrohe Studenten. Als dann sowjetische Truppen das Land besetzen, gibt es für die Bockerers nur noch den Weg zurück nach Hause. Vorher muss aber auch noch Gustl aus dem Gefängnis von Kostelec befreit werden.